# Silvertorsk
Silvertorsk (Gadiculus argenteus), en liten, djuphavslevande medlem av familjen torskfiskar.

## Utseende
Silvertorsken är liten, upptill 17 cm lång, silvervit fisk, med stora ögon och en nästan vertikal, uppåtriktad mun, bortsett från fenor och färgteckning påminnande om en fjärsing. Sju slemfyllda gropar på huvudets ovansida. Saknar skäggtöm.

## Utbredning
- Underarten thori: Nordöstra Atlanten från norra Norge söderut. Finns även vid Shetlandsöarna och Orkneyöarna samt norr och väster om Brittiska öarna. Går in i Skagerack; vanlig vid Bohusläns kust.
- Underarten argenteus: Från nordöstra Atlanten söderut längs kusten till västra Medelhavet och längs Afrikas västkust till Mauretanien.

## Vanor
Lever pelagiskt i stim, dock nära bottnen, på mellan 100 och 1000 m djup (vanligen 100 till 300 m). Livnär sig på olika bottendjur som små kräftdjur och maskar.

## Fortplantning
Leker under vintern och våren på omkring 400 m djup. Äggen och ynglen är pelagiska och färdas med havsströmmarna.
Silvertorsken kan bli högst 3 år gammal.